# 3336 Grygar
3336 Grygar eller 1971 UX är en asteroid i huvudbältet, som upptäcktes 26 oktober 1971 av den tjeckiske astronomen Luboš Kohoutek vid Bergedorf-observatoriet. Den har fått sitt namn efter astronomen Jiří Grygar.
Asteroiden har en diameter på ungefär 3 kilometer.